# Bausán
Antiguamente, se llamaba bausán a una figura de hombre embutida de paja, heno u otro material semejante utilizada en la defensa de las plazas.
Al bausán se le vestía de armas y se le colocaba detrás de las almenas de algunas fortalezas para dar a entender que había soldados que la defendían. Fue un recurso de mucho uso en la antigüedad.